# K2 (japanische Band)
K2 ist ein 1983 gegründetes Japanoise-Projekt.

## Geschichte
K2 ist das Soloprojekt des japanischen Noise-Musikers Kimihide Kusafuka. Kusafuka Seit 1981 veröffentlichte K2 Kassetten und CDs. Kusafukas ist hauptberuflich chirurgischer Pathologe und Wissenschaftler. Selbst bezeichnet er sich als „Audiopathologen“. Mitunter wird die Kombination aus wissenschaftlicher Herangehensweisen und spontanem agieren als „Alchemie“ tituliert.
Gemeinsam mit Interpreten wie Merzbow, Masonna und Hanatarash wurde die Musik in der Mitte der 1990er Jahre in den Vereinigten Staaten bekannt. Veröffentlichungen des Projektes wurden in kleinen Musikgeschäften vertrieben und in die Rotation mehrerer College-Radios aufgenommen. Mit K2 blieb Kusafukas mit wenigen Ruhephasen aktiv und veröffentlichte über 200 Tonträger. Ein Großteil erschien über sein Kassettenlabel Kinky Musik Institute. Hinzukommend kooperierte er mit bekannten Noise-, Industrial- und Post-Industrial-Unternehmen wie Warcom Media, Less Than Zero, Bloodlust!, RRRecords, Old Europa Café, Urashima, Deathbed Tapes und Self Abuse Records.

## Stil
Kusafuka teilt die musikalische Geschichte von K2 in drei Phasen. Die Zeit von der Gründung bis zum Jahr 1986 sah er als erste Phase von K2 in der er mit verschiedenen Spielformen des Noise experimentierte. Die zweite große Phase von K2 lag zwischen den Jahren 1994 und 2002 in der Kusafuka mit Cut-up-Ideen arbeitete, metallene Geräusche arrangierte und vermehrt Live in Erscheinung trat. Von dem Jahr 2005 an begann die dritte Phase mit einer Konzentration auf Störgeräusche der Effektgeräte und Electro-Core mit modularen Synthesizern. K2 wurde insbesondere in der zweiten Phase populär. In dieser Phase schuf er Stücke „krachender, knarrender und kratzender Klänge aus Metallschrott“, mit Analogsequenzern die er mit Musique concrète kombinierte.

## Diskografie
EPs
- 2018: Plastic in the Ocean (la bois Records)
- 1983: Student Apathy (Self-Plan)

Alben
- 1993: Autopsy Soundtrakks (Kinky Musik Institute)
- 1993: Tekhnodrug (Kinky Musik Institute)
- 1993: Materia Informis (Kinky Musik Institute)
- 1994: De Novo (Kinky Musik Institute)
- 1994: Hypertrophy (Banned Production)
- 1994: Metaloplakia (Kinky Musik Institute)
- 1994: Maximum Lateral Pressure (Realization Recordings)
- 1994: Boiling Cell (Tantalus Recording Group)
- 1994: Dance Macabre (Audiofile Tapes)
- 1995: Hepatopolitika (Praxis Dr. Bearmann)
- 1995: Les Extremes Se Touchet II (Chocolate Monk)
- 1995: Les Extremes Se Touchent I (BV Tapes)
- 1995: The Rust (Kinky Musik Institute)
- 1996: Metal Dysplasia (Cheeses International, Kinky Musik Institute)
- 1996: Molekular Terrorism (Pure)
- 1996: Carthago (BloodLust!)
- 1996: Rusty Tongue (Kinky Musik Institute)
- 1996: Bite My Hands (Betley Welcomes Careful Drivers)
- 1997: Anybody Can’t Catch Up With This (Ant-Zen)
- 1997: Panelliniki Antartiki Organosis (Bawler Productions)
- 1998: Schizophereniak Signal Transduction (Solipsism)
- 1998: Metal Language (Loud!)
- 1999: Facismusik (Spite)
- 1999: Weight Over Emergency (Kinky Musik Institute)
- 1999: Unbetitelt (American Tapes)
- 1999: Sacred Garbage (Blackbean And Placenta Tape Club)
- 1999: Drug Delivery System + Live (Noise)
- 2000: Galeomagnetism (PARA disc)
- 2000: Oogonia (Tochnit Aleph)
- 2001: Sexencyclopedia (Kinky Musik Institute)
- 2002: In the Monotonous Flowers (Ground Fault Recordings)
- 2002: Flake Nitro (Harshnoise)
- 2003: Pink Drugs: Mono No Aware (Hammasratas)
- 2009: Target to Nowhere (Cipher Productions)
- 2010: HA·GA·NE (Triangle/Cerosene)
- 2010: Brainwash Education (Tochnit Aleph)
- 2011: Abdominal Electricity (Phage Tapes)
- 2011: IsoDoping (Robert & Leopold)
- 2012: Funeral Songs (Quagga Curious Sounds)
- 2012: Junk-A-Tohgenkyo (Cipher Productions)
- 2012: Tamayura (Gravity Swarm Recordings)
- 2012: Land of Volcano (Annex 1 | Pro-Noise)
- 2012: Zero as a Triumph (Grayfield)
- 2013: Quaking Earth (Untergeschoss)
- 2013: Zero As A Triumph 2 (Perfect Version) (Kubitsuri Tapes)
- 2013: Musik Für Enthauptung (Impulsy Stetoskopu)
- 2013: 311-365+1 (Quagga Curious Sounds)
- 2013: Variation II For Piano And Feedback: Perfect Version (FinalMuzik)
- 2014: The Brain Tumors (Kinky Musik Institute)
- 2014: The Esophageal Lesions (Kinky Musik Institute)
- 2014: The Thyroidal Tumors (Kinky Musik Institute)
- 2014: The Lung Tumors (Kinky Musik Institute)
- 2014: The Breast Tumors (Kinky Musik Institute)
- 2014: The Urinary Bladder Tumor (Kinky Musik Institute)
- 2014: Concerto Grosso: Hate Piano (Untergeschoss)
- 2014: The Gastric Tumors (Kinky Musik Institute)
- 2014: The Colonic Tumors (Kinky Musik Institute)
- 2014: The Liver Tumors (Kinky Musik Institute)
- 2014: The Ovarian Tumors (Kinky Musik Institute)
- 2014: The Salivary Gland Tumors (Kinky Musik Institute)
- 2015: Novella Operativa (Extraction Records)
- 2015: The Blood Tumors (Kinky Musik Institute)
- 2016: Food Fascism (Angst)
- 2016: Crude Soup (Trapdoor Tapes)
- 2017: Rainy Tritium 1 (Oxen)
- 2018: Improvised Electro-Core Vol. 1 (Kinky Musik Institute)
- 2018: Improvised Electro-Core Vol. 2 (Kinky Musik Institute)
- 2018: Improvised Electro-Core Vol. 3 (Kinky Musik Institute)
- 2018: Live at Sougen, Apr. 21, 2018 (Kinky Musik Institute)
- 2018: Improvised Electro-Core Vol. 4 (Kinky Musik Institute)
- 2018: Live at Forestlimit, Nov. 3, 2018 (Kinky Musik Institute)
- 2018: Unlimited Edition 2012 (Kinky Musik Institute)
- 2019: Karoushi: Overwork for the Death (Psych.KG)
- 2019: Improvised Electro-Core Vol. 5 (Kinky Musik Institute)
- 2019: Improvised Electro-Core Vol. 7 (Kinky Musik Institute)
- 2019: Improvised Electro-Core Vol. 8 (Kinky Musik Institute)
- 2019: Improvised Electro-Core Vol. 9 (Kinky Musik Institute)
- 2019: Simple Study 1 (Kinky Musik Institute)
- 2020: Demise Symphonika (Tribe Tapes)
- 2020: Rainy Tritium 2 (4iB Records)
- 2020: Cruel Truth (Deathbed Tapes)
- 2020: Polygon You Dream (Gristle Audio)
- 2020: Improvised Electro-Core Vol. 10 (Kinky Musik Institute)
- 2020: Improvised Electro-Core Vol. 11 (Kinky Musik Institute)
- 2020: Improvised Electro-Core Vol. 12 (Kinky Musik Institute)
- 2020: Improvised Electro-Core Vol. 13 (Kinky Musik Institute)
- 2020: Improvised Electro-Core Vol. 14 (Kinky Musik Institute)
- 2020: Live Unknown 10/18/2020 1 (Kinky Musik Institute)
- 2020: Live at Shizuoka So-Gen, Feb, 15, 2020 (Kinky Musik Institute)
- 2020: Marbled Skin (Kinky Musik Institute)
- 2020: Lost Land of Chiba (Kinky Musik Institute)
- 2021: Rainy Tritium 3: The Third And Final Report (Dada Drumming)
- 2021: Chemical Bomb (Deathbed Tapes)
- 2021: Live at Akihabara Club Goodman, Feb. 23, 2021 (Kinky Musik Institute)
- 2021: Live at DayTrive, 2017 (Kinky Musik Institute)
- 2021: Marbled Skin (Fantasy 1)
- 2022: Lost Land of Chiba (Abhorrent Creation Tapes)
- 2022: Hybrid Dub Metal Musik (Tribe Tapes)
- 2022: Demokratika Spastika (Rural Isolation Project)
- 2022: Pandemix Coronalis (999 cuts)

Splits und Kollaborationen
- 1995: Expose Your Eyes / K2 (Mit Expose Your Eyes, Kinky Musik Institute)
- 1997: Gears and Shafts (Mit Grunt, Freak Animal Records/Kinky Musik Institute)
- 1997: Three Phenomena (Mit AMK und The Haters, Vinyl Communications)
- 1998: Traumantra (Mit Dead Body Love, Solipsism)
- 1998: We Are All Stupid (Mit Incapacitants, absurd)
- 1999: Your Daily Buzz (Mit L. Marhaug, MSBR und Cartisian Faith, Tripmeke Records)
- 1999: Biometrics (Mit Macronympha, RRRecords/Kinky Musik Institute)
- 2000: Wolkenphänomen (Mit Telepherique, Old Europa Café)
- 2000: K2 / Veprisuicida (Mit Veprisuicida, Ultra)
- 2000: Insects (Mit Armenia, Bizarre Audio Arts)
- 2001: Crack the Sun (Mit Cornucopia, Self Abuse Records/Solipsism)
- 2011: Split (Mit Maaaa, Triangle)
- 2011: Christian Renou + K2 (Mit Christian Renou, Test Tone Music)
- 2011: Tape Demo! Unbalance Split Cassette For Nuclear Terror (Mit CDR, RDC Records)
- 2012: Sprouts and Memories (Mit Positive Adjustments, Murderabilia Records)
- 2013: Genpatsu Mafia Conference (Mit Torturing Nurse, Placenta Recordings)
- 2013: Disambient (Mit Hakobune, Underground Pollution Records / AnarchoFreaksProduction / Ikebukuro Dada / Rohs Prod. / Autistic Campaign)
- 2013: K2 / Raven (Mit Raven, Personal Archives)
- 2014: Convulsing Vestibular (Mit GX, 4iB Records)
- 2014: Sissy Spacek / K2 (Mit Sissy Spacek, Helicopter)
- 2014: K2 / Blackfire (Mit Blackfire, Mistake By The Lake Tapes)
- 2014: Lackthrow / Stirner / To-Bo / K2 (Mit Lackthrow, Stirner und To-Bo, Shit Noise Tapes)
- 2014: The Structures of Unknown Mantras (Mit Elma, Palinopsia Recordings)
- 2014: K2 / Allan Zane (Mit Allan Zane, Attenuation Circuit)
- 2015: K2 / Napalmed (Mit Napalmed, Napalmed)
- 2016: Yomishura (Mit Kazumoto Endo, 16 Shots Per Second Records)
- 2016: Premature Infatuation (Mit Harsh Noise Movement, Harsh Noise Movement)
- 2016: Blackhole (Mit .es, Musik Atlach)
- 2016: The Second Coming (Mit Harsh Noise Movement, Harsh Noise Movement)
- 2016: Metalnoisemusic (Mit Macronympha, Bizarre Audio Arts)
- 2017: K2 / Yasuhito Fujinami (Mit Yasuhito Fujinami, Selbstverlag)
- 2018: Human Voltage (Mit Danshoku Dino, KV&GR/Recs)
- 2019: K2 / Yingfan (Mit Yingfan, Senko Issha)
- 2019: Big Chance for Failure (Mit Ikire, Trapdoor Tapes)
- 2020: 沈黙 (Mit Harshfiend, Mapawi Records)
- 2020: Kyomu-No-Ne (Mit TNB, 4iB Records)
- 2020: Subconscious Error (Mit Astro und V.O.E.R., 4iB Records)
- 2020: The Second Coming (Mit Harsh Noise Movement, SGFF Records)
- 2020: K2 – Risaripa – Viviankrist – Autocrine (Mit Risaripa, Viviankrist und Autocrine, Phage Tapes)
- 2021: Hiroyuki Chiba / K2 (Mit Hiroyuki Chiba, Eerie Noise Records)
- 2021: Harshfiend / Elma / K2 (Mit Harshfiend und Elma, Surendure Records)
- 2021: Live In USA 1998 And 1999 (Mit Scot Jenerik, Kinky Musik Institute)

Boxsets
- 1998: We Destroyed Barcellona (United Syndicate)
- 2012: Made in Erehwon Box Set (Placenta Recordings)
- 2018: 桑間濮上 = Soukanbokujou: Hyper-Erotic Music For Destroying The Land (Phage Tapes)
- 2020: They Live We Slave (Narcolepsia)